# Hrvoje Kačić
Hrvoje Kačić   (Dubrovnik, 12 de gener de 1932 - 14 de febrer de 2023) va ser un waterpolista croat que va competir sota bandera iugoslava durant la dècada de 1950. També fou un destacat jurista i polític.
Nascut a Dubrovnik, amb 18 anys guanyà la medalla de bronze al Campionat d'Europa de waterpolo de 1950. Posteriorment fou represaliat pel règim comunista de Iugoslàvia, que li va confiscar el passaport en tres ocasions. El 1952 va ser empresonat, fet que li va impedir unir-se a l'equip nacional als Jocs Olímpics d'estiu de 1952. També va ser expulsat de la universitat.
El 1956 va prendre part en els Jocs Olímpics de Melbourne, on guanyà la medalla de plata en la competició de waterpolo. Durant aquests Jocs el seu amic i company d'equip Ivo Štakula va desertar a Austràlia. El 1957 va ser guardonat com a millor Esportista croat de l'any. El 1958 guanyà la medalla de plata al Campionat d'Europa de waterpolo i el 1959 la d'or als Jocs Mediterranis. A nivell de clubs jugà al VK Jug amb qui guanyà la lliga iugoslava de 1951.
El1956 va acabar la llicenciatura en dret. Posteriorment es va doctorar en dret l'any 1965 a la Universitat de Zagreb, especialitzant-se en dret marítim. També va escriure sobre història. Col·laborà amb l'Institut d'Història Ivo Pilar.
Fou escollit membre del Sabor croat en les primeres eleccions democràtiques de 1990 com a candidat independent. Del 1994 al 2001 va ser president de la Comissió Estatal de Fronteres de la República de Croàcia.
El 1994 va rebre el premi Matija Ljubek del Comitè Olímpic Croat. Ha estat membre del comitè que atorga el Premi Estatal Franjo Bučar per a l'Esport. Continuava vinculat al waterpolo com a membre de la Federació de waterpolo croata.